# Cafeteros de Yauco 2018
Questa voce raccoglie le informazioni riguardanti i Cafeteros de Yauco nelle competizioni ufficiali della stagione 2018.

## Organigramma societario
Area direttiva
- Presidente: ?

Area tecnica
- Primo allenatore: José Torres (fino a giugno), Héctor Rodríguez (da giugno)

## Rosa
| N° | Nome                 | Ruolo | Data di nascita  | Nazionalità sportiva |
| -- | -------------------- | ----- | ---------------- | -------------------- |
| 1  | Pedro Cabrera        | L     | 15 gennaio 1990  | Porto Rico           |
| 2  | Cristian Encarnación | S     | 3 settembre 1993 | Porto Rico           |
| 3  | José Quiñones        | C     | 2 febbraio 1994  | Porto Rico           |
| 5  | Edgardo Cartagena    | S     | 8 novembre 1994  | Porto Rico           |
| 6  | Christian Torres     | P     | 2 agosto 1993    | Porto Rico           |
| 7  | Carlos Rondón        | O     | 30 dicembre 1996 | Porto Rico           |
| 8  | Arnel de Jesús       | C     | 30 luglio 1990   | Porto Rico           |
| 9  | Javier Rodríguez     | O     | 15 agosto 1997   | Porto Rico           |
| 10 | Ónix Torres          | L     | -                | Porto Rico           |
| 12 | Sergio Figueroa      | S     | 2 gennaio 1996   | Porto Rico           |
| 13 | Erick Ramos          | S     | 16 marzo 1996    | Porto Rico           |
| 13 | Alexis Colón         | C     | 30 maggio 1990   | Porto Rico           |
| 14 | Jon Rivera           | O     | 5 gennaio 1996   | Porto Rico           |
| 15 | Amaury Miranda       | P     | 19 giugno 1996   | Porto Rico           |
| 17 | Johan León           | S     | 12 maggio 1999   | Porto Rico           |

## Mercato
| Acquisti | Acquisti             | Acquisti             | Acquisti   |
| R.       | Nome                 | da                   | Modalità   |
| -------- | -------------------- | -------------------- | ---------- |
| S        | Cristian Encarnación | Capitanes de Arecibo | definitivo |
| S        | Edgardo Cartagena    | Mets de Guaynabo     | definitivo |
| C        | Arnel de Jesús       | Gigantes de Carolina | definitivo |
| L        | Pedro Cabrera        | Capitanes de Arecibo | definitivo |
| S        | Sergio Figueroa      | Springfield          | definitivo |
| C        | Alexis Colón         | Capitanes de Arecibo | definitivo |
| P        | Amaury Miranda       | -                    | definitivo |
| S        | Johan León           | Indios de Mayagüez   | definitivo |
| O        | Jon Rivera           | Southern California  | definitivo |

| Cessioni | Cessioni            | Cessioni             | Cessioni   |
| R.       | Nome                | a                    | Modalità   |
| -------- | ------------------- | -------------------- | ---------- |
| C        | Ralph González      | -                    | definitivo |
| S        | Iván Matos          | Team Pineapple       | definitivo |
| ?        | Héctor Vázquez      | -                    | definitivo |
| C        | Luis Quiñones       | -                    | ritirato   |
| P        | Carlos Concepción   | -                    | definitivo |
| L        | José Pacheco        | Gigantes de Adjuntas | definitivo |
| S        | Pedro Rosario       | -                    | definitivo |
| S        | Francisco Caraballo | -                    | definitivo |
| S        | Erick Ramos         | -                    | definitivo |
| S        | Johan León          | -                    | definitivo |

## Risultati

### LVSM

#### Regular season
| 1ª giornata - 17 maggio 2018 Coliseo Raúl "Pipote" Oliveras, Yauco  | Cafeteros de Yauco   | 0 - 3 | Gigantes de Adjuntas | [ 4 ]                             |
| 2ª giornata - 19 maggio 2018 Coliseo Mario Morales, Guaynabo        | Mets de Guaynabo     | 3 - 0 | Cafeteros de Yauco   | [ 4 ]                             |
| 3ª giornata - 24 maggio 2018 Coliseo Raúl "Pipote" Oliveras, Yauco  | Cafeteros de Yauco   | 1 - 3 | Llaneros de Toa Baja | 25-21, 19-25, 23-25, 17-25        |
| 4ª giornata - 26 maggio 2018 Coliseo Raúl "Pipote" Oliveras, Yauco  | Cafeteros de Yauco   | 0 - 3 | Changos de Naranjito | 23-25, 19-25, 21-25               |
| 5ª giornata - 31 maggio 2018 Coliseo Gelito Ortega, Naranjito       | Changos de Naranjito | 0 - 3 | Cafeteros de Yauco   | 27-29, 20-25, 14-25               |
| 6ª giornata - 2 giugno 2018 Coliseo Raúl "Pipote" Oliveras, Yauco   | Cafeteros de Yauco   | 0 - 3 | Llaneros de Toa Baja | 19-25, 20-25, 21-25               |
| 7ª giornata - 5 giugno 2018 Coliseo Raúl "Pipote" Oliveras, Yauco   | Cafeteros de Yauco   | 1 - 3 | Mets de Guaynabo     | 21-25, 15-25, 25-21, 18-25        |
| 8ª giornata - 7 giugno 2018 Coliseo Mario Morales, Guaynabo         | Mets de Guaynabo     | 3 - 1 | Cafeteros de Yauco   | 25-18, 25-22, 23-25, 25-23        |
| 9ª giornata - 13 giugno 2018 Coliseo Raúl "Pipote" Oliveras, Yauco  | Cafeteros de Yauco   | 1 - 3 | Changos de Naranjito | 20-25, 25-20, 19-25, 19-25        |
| 10ª giornata - 16 giugno 2018 Coliseo Rafael Llull Pérez, Adjuntas  | Gigantes de Adjuntas | 3 - 0 | Cafeteros de Yauco   | 25-16, 34-32, 25-22               |
| 11ª giornata - 17 giugno 2018 Coliseo Antonio R. Barceló, Toa Baja  | Llaneros de Toa Baja | 3 - 0 | Cafeteros de Yauco   | 25-19, 25-18, 25-22               |
| 12ª giornata - 23 giugno 2018 Coliseo Raúl "Pipote" Oliveras, Yauco | Cafeteros de Yauco   | 0 - 3 | Gigantes de Adjuntas | 17-25, 16-25, 22-25               |
| 13ª giornata - 29 giugno 2018 Coliseo Rafael Llull Pérez, Adjuntas  | Gigantes de Adjuntas | 3 - 0 | Cafeteros de Yauco   | 26-24, 25-20, 25-21               |
| 14ª giornata - 1º luglio 2018 Coliseo Gelito Ortega, Naranjito      | Changos de Naranjito | 3 - 2 | Cafeteros de Yauco   | 23-25, 25-22, 25-17, 25-27, 15-12 |
| 15ª giornata - 3 luglio 2018 Coliseo Antonio R. Barceló, Toa Baja   | Llaneros de Toa Baja | 3 - 0 | Cafeteros de Yauco   | 25-12, 25-20, 25-18               |
| 16ª giornata - 4 luglio 2018 Coliseo Raúl "Pipote" Oliveras, Yauco  | Cafeteros de Yauco   | 0 - 3 | Mets de Guaynabo     | 18-25, 15-25, 19-25               |

## Statistiche

### Statistiche di squadra
| Competizione | Punti | In casa | In casa | In casa | In trasferta | In trasferta | In trasferta | Totale | Totale | Totale |
| Competizione | Punti | G       | V       | P       | G            | V            | P            | G      | V      | P      |
| ------------ | ----- | ------- | ------- | ------- | ------------ | ------------ | ------------ | ------ | ------ | ------ |
| LVSM         | 4     | 8       | 0       | 8       | 8            | 1            | 7            | 16     | 1      | 15     |
| Totale       | -     | 8       | 0       | 8       | 8            | 1            | 7            | 16     | 1      | 15     |

G = partite giocate; V = partite vinte; P = partite perse